# Renodes consistens
Renodes consistens là một loài bướm đêm trong họ Erebidae.